# (266) Aline
(266) Aline – planetoida z pasa głównego asteroid okrążająca Słońce w ciągu 4 lat i 255 dni w średniej odległości 2,8 j.a. Została odkryta 17 maja 1887 roku w Obserwatorium Uniwersyteckim w Wiedniu przez Johanna Palisę. Nazwa planetoidy pochodzi prawdopodobnie od imienia Lindy von Schuster, córki astronoma Edmunda Weissa, dyrektora wiedeńskiego obserwatorium.